# Pajež
Pajež (en serbe cyrillique : Пајеж) est un village de Serbie situé dans la municipalité de Bela Palanka, district de Pirot. Au recensement de 2011, il comptait 48 habitants.

## Démographie
| 1948  | 1953 | 1961 | 1971 | 1981 | 1991 | 2002 | 2011 |
| ----- | ---- | ---- | ---- | ---- | ---- | ---- | ---- |
| 1 048 | 980  | 723  | 561  | 299  | 132  | 90   | 48   |

|  |